# 拉托亞·傑克森
拉托亞·伊馮妮·傑克森（英語：La Toya Yvonne Jackson，1956年5月29日—），美国摇滚音乐歌手。出生於印第安那州的蓋瑞市。流行樂之王麥可·傑克森的二姐，在傑克森家族排行第五。1966年受母親影響加入耶和華見證人教會。她在大學裏學習過經濟法。1970年代拉托亞主要在幕後支持她五個兄弟的組合傑克森五人組的發展，有時也隨五兄弟參加一些電視秀表演。在1979年曾與姐姐瑞比和妹妹珍妮特組成一個三人組合，但從未登台表演。1980年她簽約Polydor唱片，發行了首張個人同名專輯，其中有一首和弟弟麥克·傑克森合唱的歌曲Night Time Lover。她的第一首單曲If You Feel The Funk打進了節奏布魯斯榜前40名，但整張專輯還是不成功的，未產生任何熱門歌曲。在1980年參與了傑克森樂團歌曲"This Place Hotel"的錄製，該歌曲打進榜單。1982年她參與了弟弟麥克的著名專輯Thriller中的歌曲"P.Y.T. (Pretty Young Thing)"的錄製，隨著該專輯而被公眾熟知。她隨後發行的單曲與專輯均取得了成功，包括"Heart Don't Lie"，"Baby Sister"。在1990年代拉托亞發行了兩張翻唱專輯：1994年鄉村音樂風格的From Nashville to You和1995年的摩城經典歌曲翻唱Stop in the Name of Love。Stop in the Name of Love專輯的首發版在其中還公開了多張此前在Playboy雜誌所拍攝的裸照。2002-2008年她的官方網站陸續發表了專輯Startin' Over中的幾首單曲，但該專輯的正式發行日期一再被推遲，最新消息是將在2009年底發行。

## 個人生活
1986年在發行Imagination專輯後，她解雇了父親並聘得傑克·高登（Jack Gordon，1939年11月10日-2005年4月19日）做為他的經理人，後來兩人在內華達州的雷諾結婚。傑克·高登擁有黑幫的背景，據說他娶拉托亞是為了從傑克森家族獲得錢財。拉托亞的父親非常反對他們結婚，但在1980年代末傑克已經完全掌管了拉托亞，成功的使拉托亞相信他。他們結婚後他把拉托亞接到內華達州的住所居住，並聲稱這是為了使拉托亞遠離其父親的虐待，其後拉托亞與傑克森家族關係惡化並失去了與家族的聯繫。同年在傑克的指使下拉托亞還為Playboy拍攝了一組視頻和照片，在當時引起了巨大的轟動。1991年拉托亞發表了自傳La Toya: Growing up in the Jackson Family，書中揭露了捷克森家族其他成員的醜聞以及她父母對她的虐待，其後她的大姐瑞比·傑克森公開發表聲明否認這些指控，並指出書中所說的一切都不是事實。其實這本書主要是傑克·高登所著。

1993年弟弟麥克·傑克森被人汙衊性侵害男童時，她發表聲明說她相信這是真的。其家族其他成員出面反駁，公開的指出傑克利用並控制拉托亞。兩年後更因為所謂的Jackson Family Secret Phone Number Line事件，她再次成為媒體頭條。1997年傑克強迫她到其經營的脫衣舞俱樂部演出，這次拉托亞終於不能再忍受丈夫對她的虐待和利用，而向媒體公開傑克強迫她所做的事。其弟弟蘭迪·傑克森隨後將她接回了洛杉磯老家。她不久後與傑克離婚。
在這期間傑克還指責麥克強迫貓王之女莉莎嫁給他以獲取財產。2000年代傑克接受採訪時再次抨擊並捏造傑克森家族的醜聞，尤其是麥克再次受到性侵害男童指控時。傑克森家族出面反駁指出傑克·高登所說的醜聞是他自己的幻想。2003年拉托亞在CNN電視臺接受了拉里·金的專訪，承認自己在1993年的自傳中指責麥克是受傑克驅使，傑克在此期間還曾多次毒打她，並指望在她身上獲利。傑克·高登因癌症在2005年去世。
2009年6月麥克傑克森逝世，是她在弟弟的死亡證書上簽字。
據稱拉托亞同麥克一樣患有家族遺傳病白癜風。

## 音樂作品
| - 1980: La Toya Jackson - 1981: My Special Love - 1984: Heart Don't Lie - 1986: Imagination - 1988: La Toya - 1989: Bad Girl - 1991: No Relations - 1992: Formidable - 1994: From Nashville to You - 1995: Stop in the Name of Love - 2009: Startin' Over | - 1980: "If You Feel the Funk" - 1980: "Night Time Lover" - 1981: "Stay the Night" - 1983: "Bet'cha Gonna Need My Lovin'" - 1984: "Heart Don't Lie" - 1984: "Hot Potato" - 1986: "He's a Pretender" - 1988: "You're Gonna Get Rocked!" - 1980: "If You Feel the Funk" - 1983: "Bet'cha Gonna Need My Lovin'" - 1984: "Hot Potato" - 2004: "Just Wanna Dance" - 2005: "Free the World" |